# Bajo Valais

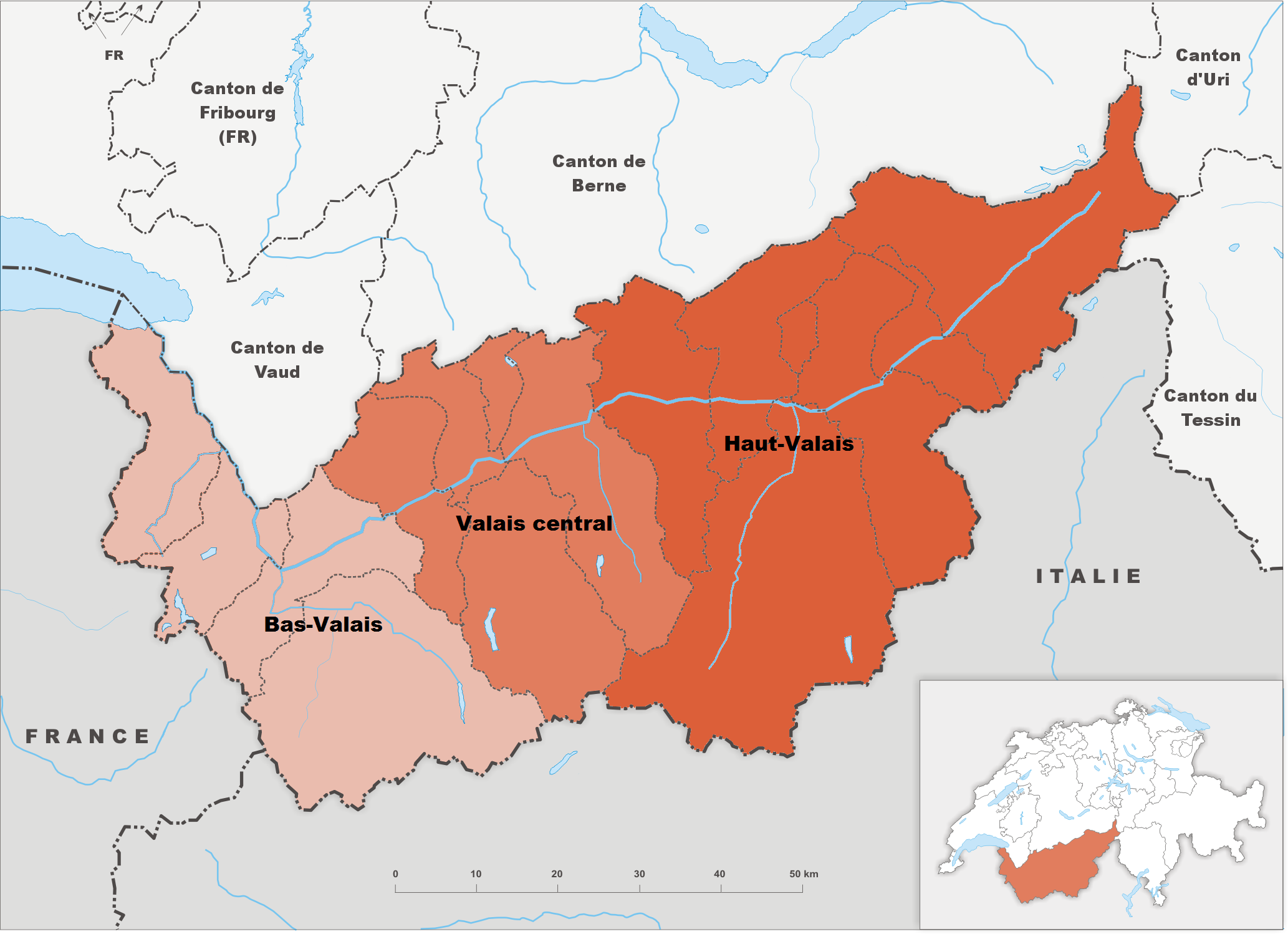
El Bajo Valais es la parte occidental (izquierda) del Valais.

El Bajo Valais (en francés: Bas-Valais) es una región suiza del cantón de Valais. Forma, con el Valais central, la parte francófona del cantón y se divide en cuatro distritos: Monthey, Saint-Maurice, Martigny y Entremont, a su vez divididos en 36 municipios.
Tradicionalmente (y hasta la Constitución del 3 de agosto de 1839), se extendía hacia el este hasta el pequeño río Morge  (desde 1392) e incluía así el distrito de Conthey. El nombre de «Morge» se le dio a ese río que delimitaba un territorio, ya que el otro Morge de Saint-Gingolph había servido también como frontera occidental del Bajo Valais desde 1569 y el Tratado de Thonon.